# دونا فابر
دونا فابر (بالإنجليزية: Donna Faber) مواليد 5 يوليو 1971، هي لاعبة كرة مضرب أمريكية سابقة. أعلى تصنيف لها في الفردي كان المركز الـ 55 في سنة 1990. أعلى تصنيف لها في الزوجي كان المركز الـ 122 في سنة 1991.

## روابط خارجية
- دونا فابر على موقع رابطة محترفات التنس (الإنجليزية)
- دونا فابر على موقع الاتحاد الدولي لكرة المضرب (الإنجليزية)
- دونا فابر على موقع خلاصة التنس.كوم (الإنجليزية)